# Cristo degli abissi

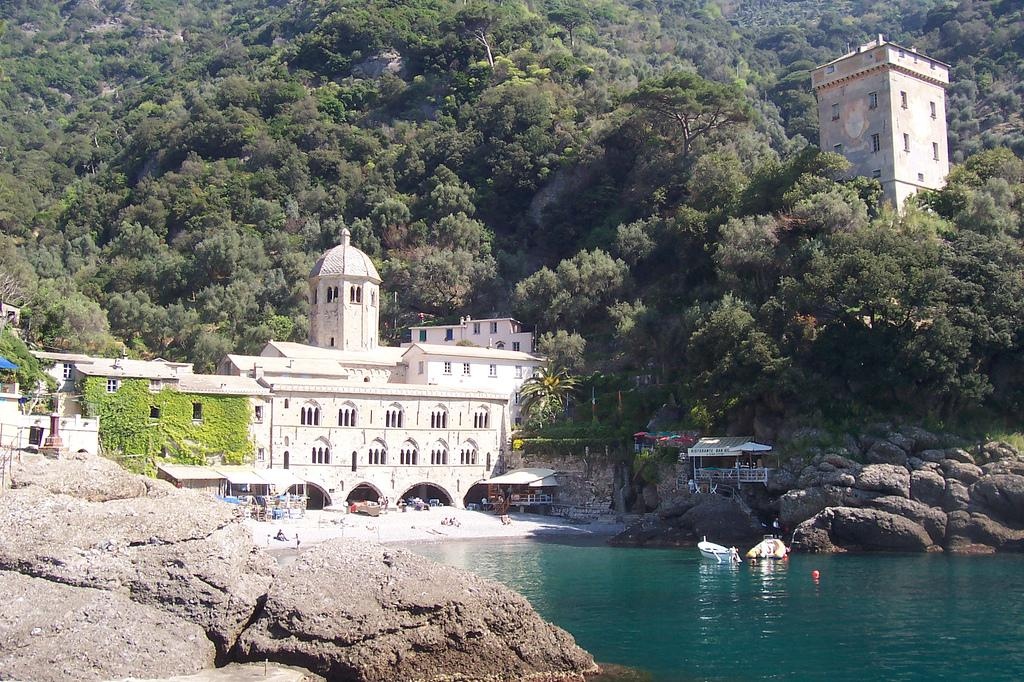
San Fruttuoso

A Cristo degli abissi (A mélység Krisztusa) egy Jézust ábrázoló, a Földközi-tenger fenekén felállított műalkotás az olaszországi San Fruttuoso tengeröbölben, Liguriában. A szobrot 1954-ben helyezték el 17 méter mélységben, Dario Gonzatti emlékére, aki 1947-ben a hely közelében búvárkodás következtében életét vesztette. Maga az ötlet az elhunyt társától, Duilio Marcantétól származik.
A 2,5 méter magas alkotás Jézust a vízfelszín felé emelt fejjel és kitárt karokkal ábrázolja. Ily módon oltalmazza a tengerrel kapcsolatba lépő embereket: a halászokat, tengerészeket és búvárokat.
A bronzból készült szobor elkészítéséhez különböző érméket, hajóelemeket és templomharangokat olvasztottak be. Minden év július utolsó szombatjának éjjelén víz alatti szertartás zajlik az alkotásnál: egy pap megáldja a tengert, a helyi búvárok pedig zseblámpák segítségével koszorút "fonnak" belőlük a Krisztus-szobor feje köré.
A szobrot 2003-ban a rozsdásodás miatt restaurálták, majd a következő évben új talapzatra visszahelyezték a tengerfenékre.